# Melanie Nelson
Melanie Nelson (geboren in Los Angeles, Kalifornien) ist eine US-amerikanische Film- und Bühnenschauspielerin, die vor allem durch ihre Arbeit in der Mini-Dramaserie Youth & Consequences und die Filme Matchmaker Christmas und Dying for A Daughter bekannt geworden ist.

## Biografie
Melanie Nelsons Familie stammt ursprünglich aus Süd-Utah. Ihren Bachelor of Arts erhielt sie an der Southern Utah University. Anschließend trat sie als Mitglied der Acting Company auf dem Utah Skakespeare-Festival auf. Ihren Master of Fine Arts erhielt Nelson von der Southern Methodist University, wo sie unter anderem im Dallas Theatre Center und in Fort Worth beim Volkstheater „Skakespeare in the Park“ auftrat. Zusätzlich zu ihren Abschlüssen hat Nelson bei der Stimmtrainerin Patsy Rodenburg (Head of Voice am National Theatre, Autorin: The Right to Speak) trainiert und ist eine von der SAFD anerkannte Schauspielerin und Bühnenkämpferin. Zu ihren Lieblingsbühnenrollen gehören die Becca in The Rabbit Hole, Mrs. Laura Cheveley in der Komödie Ein idealer Gatte, die Chris Mundi in Dancing at Lughnasa, die Elvira in Noël Coward Theaterstück Blithe Spirit, die Hanna Jarvis in dem Theaterstück Arkadien und die Catherine in David Auburns Theaterstück Proof. Am Greer Garson Theatre spielte sie die Portia, eine reiche junge Adelige, in Shakespeares Theaterstück Der Kaufmann von Venedig, im Provo Theatre die Annelle Dupuy Deseto in dem Theaterstück Steel Magnolias, verfilmt unter dem Titel Magnolien aus Stahl. Im Fort Worth Shakespeare in the Park trat Nelson als Ophelia in dem Schauspiel Hamlet auf, im The Egyptian Theatre als Amy Lee in dem Begleitstück zu Lone Star Laundry & Bourbon, im The Water Tower Theatre als Gloria in You Never Can Tell, bei der Southwest Acting Company als Hermia in der Komödie Ein Sommernachtstraum, im Margo Jons Theatre als Mariah in Loose Ends, im Dallas Theatre Center als Martha Cratchet in A Christmas Carol, bei der Plan B Theatre Company als Maisy in Slam – It Must Have Been Cold und im Theatre Neo als Dienstmädchen Jane in The Women.
Im Film- und Fernsehbereich machte Nelson erstmals 2005 in der Fernsehserie Everwood in der Folge The Perfect Day in einer kleineren Rolle auf sich aufmerksam. In der Kinderkomödie KikeriPete (2009) spielte sie die Rolle der Mrs. Pate, in dem Weihnachtsfilm 12 Gifts of Christmas (2015) die der Marie, der Schwester der Hauptfigur, in Enchanted Christmas (2017) die der Claudia und die der Amanda in Matchmaker Christmas (2019). In dem Thriller Dying for a Daughter gerät das Leben der von Melanie Nelson gespielten Samantha aus den Fugen, als ihre zehnjährige Tochter Cassie bei einem schlimmen Verkehrsunfall schwer verletzt wird. Den Gegenpart im Film spielt Brittany Underwood. Bei dem Fernsehfilm A Cozy Christmas Inn (2022) handelt es sich wiederum um eine Geschichte, die zur Weihnachtszeit spielt. Nelson ist darin in einer kleineren Rolle als Dina besetzt.

### Privates
Seit Juni 2020 ist Melanie Nelson mit Harris Dewayne Smith verheiratet.

## Filmografie (Auswahl)
- 2005: Everwood (Fernsehserie, Folge S3/E13 The Perfect Day)
- 2009: White on Rice
- 2009: KikeriPete (Hatching Pete; Fernsehfilm)
- 2011: Midway to Heaven
- 2011: Meine Schwester Charlie (Good Luck Charlie; Sitcom/Der Film)
- 2015: 47 Minutes (Kurzfilm)
- 2015: Thorns (Kurzfilm)
- 2015: Being Charlie – Zurück ins Leben
- 2015: 12 Gifts of Christmas (Fernsehfilm)
- 2015: Granite Flats (Fernsehserie, Folge S3/E5 The Threads That Were Spun Are Gathered)
- 2016: My Summer Prince (Fernsehfilm)
- 2017: Enchanted Christmas (Fernsehfilm)
- 2017: Sharing Christmas (Fernsehfilm)
- 2018: Youth & Consequences (Miniserie, 2 Folgen S1/E1 The Hanging Chadwick; S1/E7 Crotch Riot)
- 2018: My Christmas Inn (Fernsehfilm)
- 2019: Matchmaker Christmas (Fernsehfilm)
- 2019/2020: The IP Section (Fernsehserie, 5 Folgen S1/E1–5)
- 2020: Dying for A Daughter (Fernsehfilm)
- 2021: Sweet Pecan Summer (Fernsehfilm)
- 2021: MacGruber (Fernsehserie, 2 Folgen S1/E1 A Good Day to Die; S1/E8 Havencroft)
- 2022: Big Sky (Fernsehserie, Folge S3/E1 Do You Love an Apple)
- 2022: The Gabby Petito Story (Fernsehfilm)
- 2022: A Cozy Christmas Inn (Fernsehfilm)